# Athysanella carsia
Athysanella carsia är en insektsart som beskrevs av Blocker 1985. Athysanella carsia ingår i släktet Athysanella och familjen dvärgstritar. Inga underarter finns listade i Catalogue of Life.